# Панченко, Кирилл Викторович
Кири́лл Ви́кторович Па́нченко (род. 16 октября 1989, Липецк) — российский футболист, атакующий полузащитник и нападающий. Сын футболиста и тренера Виктора Панченко.
Чемпион России (2015/16), обладатель Суперкубка России (2014), двукратный победитель ФНЛ (2011/12, 2016/17). Сыграл один матч за сборную России.

## Клубная карьера
Воспитанник московских ДЮСШ ЦСКА (первый тренер — А. Л. Клабуков) и «Локомотив» (первый тренер — А. С. Могузов).
Первым профессиональным клубом футболиста стало ставропольское «Динамо», за которое в 2008 году он провёл во втором дивизионе 32 матча и забил 2 гола.
Первый круг в 2009 году отыграл за «Нижний Новгород» в первом дивизионе, после чего перешёл в клуб второго дивизиона «Ставрополье-2009», в котором играл до конца сезона.
В межсезонье 2009/10 в составе «Пюника» из Армении сыграл 2 матча и забил один гол на Кубке чемпионов Содружества.

### «Мордовия»
11 февраля 2010 года перешёл в саранскую «Мордовию», подписав контракт на 2 года. В 2010 году принял участие в 36 играх первого дивизиона и забил 11 голов. В сезоне 2011/12 сыграл в 50 матчах в первенстве ФНЛ, в которых отметился 15 мячами и помог команде впервые в истории выйти в Премьер-лигу.
20 июля 2012 года состоялся дебют Панченко в Премьер-лиге, когда он вышел в стартовом составе «Мордовии» на матч против московского «Локомотива» (2:3). На 16-й минуте матча открыл счёт мощным ударом с разворота из-за пределов штрафной площади, став таким образом автором первого гола «Мордовии» в Премьер-лиге. Всего до зимнего перерыва в чемпионате забил 4 гола: также в ворота «Волги», «Рубина» и «Амкара».
В январе 2013 года был приглашён на сбор в состав ЦСКА. В составе «армейцев» сыграл в четырёх товарищеских матчах, однако команде не подошёл и вернулся в «Мордовию». До конца сезона забил ещё один гол (в ворота «Динамо»). Таким образом в сезоне забил 5 голов в 28 матчах.

### «Томь»
25 июня 2013 года на правах свободного агента перешёл в «Томь», подписав контракт на 2 года. Дебютировал в выездном матче против «Амкара» 16 июля. Дебютный гол забил во втором матче чемпионата в домашней игре против «Кубани» со штрафного. По итогам сезона 2013/14 «Томь» покинула премьер-лигу, в услугах Панченко заинтересовался ЦСКА, однако томская команда отказалась продавать игрока. В конце июня 2014 года покинул «Томь» на правах свободного агента.

### ЦСКА
11 июля 2014 года подписал пятилетний контракт с ЦСКА, где взял 11 номер. Дебют состоялся 27 июля в матче за Суперкубок России против «Ростова». Панченко был заменен на 66 минуте на Витиньо. Свой первый гол за ЦСКА забил 2 августа 2014 года в матче против московского «Торпедо» (4:1). После того как в августе 2014 года клуб покинул Стивен Цубер, Панченко взял его игровой номер — 8. 17 сентября 2014 года дебютировал в Лиге чемпионов в матче против «Ромы» (1:5)
23 сентября 2015 года в кубковом матче против иркутского «Байкала» в дополнительное время на 110 минуте забил победный гол, что позволило ЦСКА выйти в 1/8 финала.
Закрепиться в стартовом составе клуба за два сезона Панченко не удалось, однако он часто выходил на замены и забил несколько мячей, стал чемпионом России.

### «Динамо» (Москва)
В июне 2016 года на правах аренды перешёл в московское «Динамо», выступающее в ФНЛ, до конца сезона 2016/17. В первом же матче 11 июля против «Тюмени» оформил дубль. В «Динамо» стал ключевым форвардом и сыграл одну из решающих ролей в завоевании чемпионства в ФНЛ и возвращения клуба в РФПЛ. К зимнему перерыву в его активе было 15 голов. 23 февраля 2017 года было объявлено, что «Динамо» выкупило контракт Панченко у ЦСКА. Футболист подписал контракт до 2020 года и окладом в 70 млн рублей в год (около €1,1 млн в год). Кирилл Панченко стал лучшим бомбардиром турнира, забив 24 гола в 34 матчах, а также был признан лучшим нападающим сезона. 18 июля 2017 года в первом туре забил (в ворота «Спартака») первый гол за «Динамо» в РФПЛ.

### С 2020 года
6 августа 2020 года перешёл в «Тамбов», подписав контракт на три года (при условии, что клуб не вылетит из РПЛ). За клуб провёл 10 матчей и забил один гол, покинув его 11 октября 2020 года.
11 октября 2020 года перешёл в тульский «Арсенал», заключив двухлетний контракт. Покинул клуб 13 июля 2023 года.
13 июля 2023 года перешёл в подмосковные «Химки», заключив контракт по схеме 2+1.

## Карьера в сборной
1 августа 2012 года был вызван во вторую сборную России, в которой дебютировал 15 августа в матче против молодёжной сборной Бельгии. В этом матче отметился забитым голом. 9 сентября принял участие в ещё одном матче второй сборной России против второй сборной Турции и вновь забил гол.
1 октября 2016 года был вызван в первую сборную на товарищеский матч со сборной Коста-Рики, но на поле так и не появился. Дебютировал в сборной 10 ноября в гостевом матче против Катара, выйдя на замену на 81-й минуте. Панченко стал вторым футболистом в российской истории после Рамиза Мамедова, который сыграл в сборной, будучи игроком второго по силе дивизиона.

## Достижения
Командные
«Мордовия»
- Победитель Первенства ФНЛ: 2011/12.

ЦСКА
- Чемпион России: 2015/16.
- Серебряный призёр чемпионата России: 2014/15.
- Обладатель Суперкубка России: 2014.

«Динамо» (Москва)
- Победитель Первенства ФНЛ: 2016/17.

Личные
- Лучший бомбардир Первенства ФНЛ: 2016/17.
- Лучший нападающий Первенства ФНЛ: 2016/17[24].
- Лучший игрок сезона-2016/2017 по версии болельщиков[25].

## Статистика выступлений
| Клуб                | Лига             | Сезон            | Чемпионат | Чемпионат | Кубок | Кубок | Суперкубок | Суперкубок | Еврокубки | Еврокубки | Всего | Всего |
| Клуб                | Лига             | Сезон            | Игры      | Голы      | Игры  | Голы  | Игры       | Голы       | Игры      | Голы      | Игры  | Голы  |
| ------------------- | ---------------- | ---------------- | --------- | --------- | ----- | ----- | ---------- | ---------- | --------- | --------- | ----- | ----- |
| Динамо (Ставрополь) | Второй дивизион  | 2008             | 32        | 2         | 1     | 0     | 0          | 0          | 0         | 0         | 33    | 2     |
| Динамо (Ставрополь) | Итого            | Итого            | 32        | 2         | 1     | 0     | 0          | 0          | 0         | 0         | 33    | 2     |
| Нижний Новгород     | Первый дивизион  | 2009             | 6         | 0         | 1     | 0     | 0          | 0          | 0         | 0         | 7     | 0     |
| Нижний Новгород     | Итого            | Итого            | 6         | 0         | 1     | 0     | 0          | 0          | 0         | 0         | 7     | 0     |
| Ставрополье-2009    | Второй дивизион  | 2009             | 14        | 8         | 0     | 0     | 0          | 0          | 0         | 0         | 14    | 8     |
| Ставрополье-2009    | Итого            | Итого            | 14        | 8         | 0     | 0     | 0          | 0          | 0         | 0         | 14    | 8     |
| Мордовия            | Первый дивизион  | 2010             | 36        | 11        | 3     | 2     | 0          | 0          | 0         | 0         | 39    | 13    |
| Мордовия            | ФНЛ              | 2011/12          | 50        | 15        | 2     | 1     | 0          | 0          | 0         | 0         | 52    | 16    |
| Мордовия            | Премьер-лига     | 2012/13          | 28        | 5         | 1     | 0     | 0          | 0          | 0         | 0         | 29    | 5     |
| Мордовия            | Итого            | Итого            | 114       | 31        | 6     | 3     | 0          | 0          | 0         | 0         | 120   | 34    |
| Томь                | Премьер-лига     | 2013/14          | 29        | 8         | 1     | 0     | 0          | 0          | 0         | 0         | 30    | 8     |
| Томь                | Итого            | Итого            | 29        | 8         | 1     | 0     | 0          | 0          | 0         | 0         | 30    | 8     |
| ЦСКА                | Премьер-лига     | 2014/15          | 15        | 1         | 2     | 0     | 1          | 0          | 1         | 0         | 19    | 1     |
| ЦСКА                | Премьер-лига     | 2015/16          | 14        | 2         | 4     | 2     | 0          | 0          | 4         | 0         | 22    | 4     |
| ЦСКА                | Итого            | Итого            | 29        | 3         | 6     | 2     | 1          | 0          | 5         | 0         | 41    | 5     |
| Динамо (Москва)     | ФНЛ              | → 2016/17        | 34        | 24        | 3     | 1     | 0          | 0          | 0         | 0         | 37    | 25    |
| Динамо (Москва)     | Премьер-лига     | 2017/18          | 19        | 5         | 0     | 0     | 0          | 0          | 0         | 0         | 19    | 5     |
| Динамо (Москва)     | Премьер-лига     | 2018/19          | 23        | 5         | 1     | 0     | 0          | 0          | 0         | 0         | 24    | 5     |
| Динамо (Москва)     | Премьер-лига     | 2019/20          | 22        | 2         | 1     | 0     | 0          | 0          | 0         | 0         | 23    | 2     |
| Динамо (Москва)     | Итого            | Итого            | 98        | 36        | 5     | 1     | 0          | 0          | 0         | 0         | 103   | 37    |
| Тамбов              | Премьер-лига     | 2020/21          | 10        | 1         | 1     | 1     | 0          | 0          | 0         | 0         | 11    | 2     |
| Тамбов              | Итого            | Итого            | 10        | 1         | 1     | 1     | 0          | 0          | 0         | 0         | 11    | 2     |
| Арсенал             | Премьер-лига     | 2020/21          | 4         | 2         | 1     | 0     | 0          | 0          | 0         | 0         | 5     | 2     |
| Арсенал             | Итого            | Итого            | 4         | 2         | 1     | 0     | 0          | 0          | 0         | 0         | 5     | 2     |
| Всего за карьеру    | Всего за карьеру | Всего за карьеру | 336       | 91        | 22    | 7     | 1          | 0          | 5         | 0         | 364   | 98    |